# أرطاة مضلعة
الأرطاة المضلعة (والجمع أرطى) هي نوع نباتي شجري يتبع جنس الأرطاة (باللاتينية: Calligonum).
تنتشر في الهند وباكستان وإيران وأذربيجان وأرمينيا وتركيا.